# Charles Shaughnessy

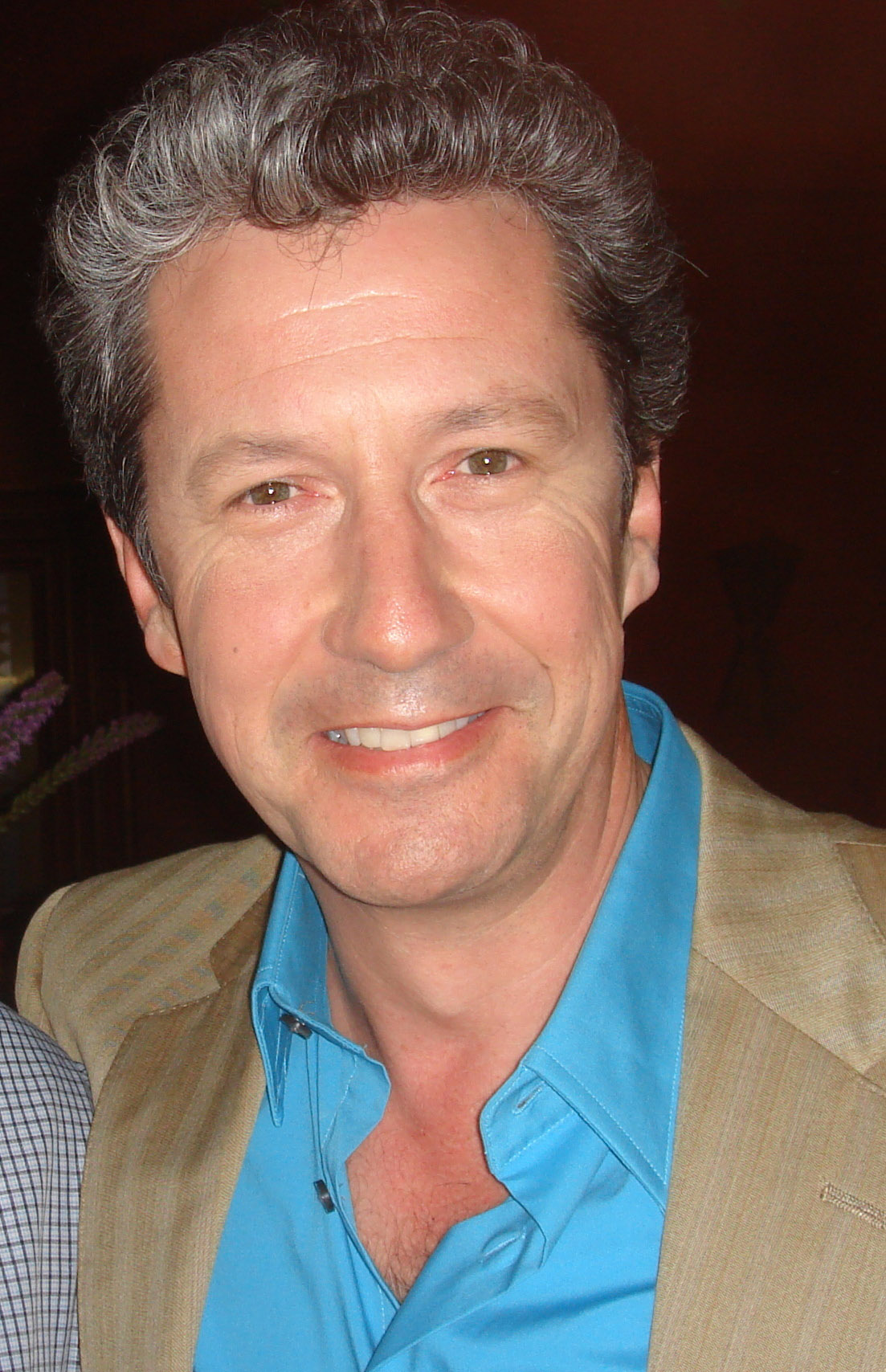
Charles Shaughnessy (2007)

Charles George Patrick Shaughnessy, 5. Baron Shaughnessy (* 9. Februar 1955 in London) ist ein britischer Film- und Theaterschauspieler. 2007 erbte er einen britischen Adelstitel.

## Leben
Shaughnessy wurde als Sohn des Autors und Dramatikers Alfred Shaughnessy und der Schauspielerin Jean Lodge geboren. Sein Bruder David Shaughnessy wurde ebenfalls Schauspieler.
Bereits im Grundschulalter spielte er in kleineren Theaterstücken mit. Nach seinem Abschluss am Eton College studierte er Rechtswissenschaften am Magdalene College der University of Cambridge. Dort war er Mitglied des Cambridge University Footlights Dramatic Club. Er schloss sein Studium mit einem Master ab. Danach besuchte Shaughnessy die Central School of Speech and Drama in London, an der er seine spätere Frau, die US-amerikanische Studentin Susan Fallender, kennenlernte. Das Paar ist seit 1983 verheiratet und hat zwei gemeinsame Töchter: Jenny Johanna (* 1990) und Madelyn Sarah (* 1995).
1984 erhielt Shaughnessy die Rolle des Shane Donovan in der Soap Zeit der Sehnsucht, die er acht Jahre lang spielte. Während dieser Zeit gewann er drei Soap Opera Digest Awards. Sein nächster Erfolg wurde die CBS-Serie Die Nanny. Shaughnessy spielte sechs Jahre lang den charmanten englischen Broadway-Produzenten Maxwell Sheffield an der Seite von Fran Drescher. Sein plötzlicher Bekanntheitsgrad brachte ihm Hauptrollen in Filmen wie Der süße Kuss des Todes, Mamas Rendezvous mit einem Vampir, Familienschicksal – Eine Frau ist verzweifelt, Second Chances und The Painting.
In der Zeichentrickserie Stanley lieh er 2001 dem Goldfisch Dennis seine Stimme. Für diese Arbeit wurde er 2002 mit dem Daytime Emmy Award ausgezeichnet.
Im Jahre 2003 widmete sich Shaughnessy wieder dem Theater und spielte in zwei Musicals Hauptrollen, eine Woche lang in Pittsburgh und einige Monate in New York. In dem romantischen Klassiker My Fair Lady übernahm er den Part des selbstverliebten Henry Higgins, der sich in das Blumenmädchen Eliza Dolittle verliebt.
Im Dezember 2007 erbte er von einem Cousin zweiten Grades den Titel Baron Shaughnessy, der zur Peerage of the United Kingdom gehört.

## Filmografie (Auswahl)
- 1984–2013: Zeit der Sehnsucht (Days of Our Lives, Fernsehserie, 93 Folgen)
- 1989: Die Champagnerdynastie (Till We Meet Again)
- 1992: Mein unsichtbarer Freund (Day-O)
- 1993–1999: Die Nanny (The Nanny, Fernsehserie, 145 Folgen)
- 1996: Der süße Kuss des Todes (A Kiss So Deadly)
- 1996: Familienschicksal – Eine Frau ist verzweifelt (Everything to Gain)
- 1998: Die nackte Wahrheit über Männer und Frauen (Denial)
- 1998: Second Chances
- 2000: Mamas Rendezvous mit einem Vampir (Mom’s Got a Date with a Vampire)
- 2000: Spin und Marty: Unter Verdacht (The New Adventures of Spin and Marty: Suspect Behavior)
- 2001: The Painting
- 2002: Lass Dir was einfallen! (Get a Clue)
- 2005: Kids in America
- 2006: College Animals 2 (National Lampoon’s Dorm Daze 2)
- 2007: Saints & Sinners
- 2011: Mardi Gras: Die größte Party ihres Lebens (Mardi Gras: Spring Break)
- 2011: Janette Oke: Liebe trotzt dem Sturm (Love's Christmas Journey)
- 2014: Eine tierische Weihnachtsgeschichte (My Dad Is Scrooge)
- 2017: Mein Weihnachtsprinz (My Christmas Prince, Fernsehfilm)
- 2017: Moontrap – Angriffsziel Erde (Moontrap: Target Earth)

### Gastauftritte in Serien
- 1983: Detektei Blunt (Agatha Christie’s Partners in Crime, Folge 1.1)
- 1993: Verrückt nach dir (Mad About You, Folge 1.19)
- 1993: Murphy Brown (Folge 5.15)
- 1995: Burkes Gesetz (Burke’s Law, Folge 2.4)
- 1996: Die Liebe muß verrückt sein (Can’t Hurry Love, Folge 1.13)
- 1998: Fantasy Island (Folge 1.7)
- 1998: Sin City Spectacular (Folge 1.14)
- 1999: Martial Law (Folge 2.6)
- 2000–2001: Sabrina – Total Verhext! (Sabrina, the Teenage Witch, Folgen 5.4 und 5.18)
- 2002: Ein Hauch von Himmel (Touched By An Angel, Folge 9.8)
- 2003: She Spies – Drei Ladies Undercover (She Spies, Folge 1.20)
- 2004: Stargate – Kommando SG-1 (Stargate SG-1, Folgen 8.8, 8.10 (Recap))
- 2005–2006: Living with Fran (7 Folgen)
- 2006: Law & Order: Special Victims Unit (Law & Order: New York, Folge 8.3)
- 2006: Veronica Mars (Folge 3.8)
- 2008: The Mentalist (Folge 1.21)
- 2008–2009: Mad Men (5 Folgen)
- 2009: Hannah Montana (Folge 3.25)
- 2010: Zack und Cody an Bord (The Suite Life on Deck, Folge 2.17)
- 2010: CSI: NY (Folge 6.14)
- 2011: Happily Divorced (Folge 1.10)
- 2012: Castle (Folge 4.20 Der Brite)
- 2012: Victorious (Folgen 3.11, 3.12, 4.8)
- 2014: Hund mit Blog (Dog with a Blog, Folge 2.21)
- 2016–2020: The Magicians (Folge 1.9, 1.13, 4.04–4.05, 4.12, 5.09)
- 2017: Navy CIS (Folge 14.10)
- 2019: Modern Family (Folge 10.19)
- 2023: The Winchesters (Folge 1.10)

### Auftritte als Synchronsprecher
- 1994–1995: Duckman (Folgen 1.1, 1.2 und 2.1)
- 1995: Gargoyles – Auf den Schwingen der Gerechtigkeit (Gargoyles, Folge 2.30)
- 1995: The Nanny Christmas Special: Oy to the World
- 1997: Johnny Bravo
- 1998: Sports Theater with Shaquille O’Neal
- 1999: Hey Arnold!
- 2000: Heavy Gear: The Animated Series
- 2000: Max Steel
- 2001: Stanley
- 2001: Jackie Chan Adventures
- 2002: Die Abenteuer der Familie Stachelbeere (The Wild Thornberrys Movie)
- 2002: Liberty’s Kids: Est. 1776
- 2003: Freelancer (Videospiel)
- 2004: All Grown Up
- 2012: Tom und Jerry – Robin Hood und seine tollkühne Maus (Tom and Jerry: Robin Hood and His Merry Mouse)

### Besonderes
- 6. Dezember 2004: The-Nanny-Reunion A Nosh To Remember